# Adriana Lara
Adriana Vieira Lara ou simplesmente Adriana Lara (Bagé, 23 de novembro de 1968) é uma política e professora brasileira filiada ao Partido Liberal (PL).

## Biografia
Adriana Lara nasceu em Bagé, na região da Campanha Gaúcha, em 23 de novembro de 1968. É irmã do ex-deputado cassado Luis Augusto Lara e do ex-prefeito de Bagé, Divaldo Lara. Formou-se em Pedagogia pela Universidade da Região da Campanha (Urcamp). Atuou como professora da rede pública municipal de ensino fundamental em Bagé.

## Carreira política

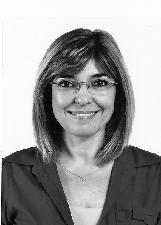
Adriana quando foi candidata à prefeitura de Bagé, em 2012

### Vereadora e secretária municipal
Adriana Lara iniciou sua carreira política no início dos anos 2000, quando foi eleita vereadora de Bagé pela primeira vez. Retornou ao Legislativo municipal em 2008, permanecendo por mais um mandato. Durante sua trajetória como vereadora, chegou a presidir a Câmara Municipal em 2010.
Em sua carreira no Poder Executivo municipal, Adriana Lara comandou as secretarias municipais de Educação e do Trabalho em Bagé. Como secretária municipal de Educação, tendo conseguido alcançar os maiores índices do IDEB (Índice de Desenvolvimento da Educação Básica) na história do município. Durante sua gestão, também foi responsável pela implantação de três escolas cívico-militares em Bagé.

### Deputada estadual
Nas eleições estaduais de 2022, Adriana Lara foi eleita deputada estadual pelo PL, para uma cadeira na Assembleia Legislativa do Rio Grande do Sul na 56ª legislatura (2023 — 2027) com 27.956 votos.
Adriana Lara é a primeira mulher a representar a região da Campanha Gaúcha no Parlamento estadual.

#### Atuação parlamentar
Na Assembleia Legislativa do Rio Grande do Sul, Adriana Lara assumiu a presidência da comissão do Mercosul e Assuntos Internacionais.
Entre suas proposições legislativas, destaca-se o Projeto de Lei 476/2023, que prevê indenização automática para consumidores prejudicados por falta de energia elétrica. O projeto foi colocado em votação na Assembleia Legislativa em maio de 2025.
Em sua atuação parlamentar, Adriana Lara tem se dedicado a temas relacionados à educação, proteção da infância e defesa do consumidor.

## Desempenho eleitoral
| Ano  | Eleição                       | Cargo             | Partido | Votos        | Resultado  | Ref    |
| ---- | ----------------------------- | ----------------- | ------- | ------------ | ---------- | ------ |
| 2000 | Municipal de Bagé             | Vereadora         | PTB     | 1.036 votos  | Eleita     | [ 12 ] |
| 2004 | Municipal de Bagé             | Vereadora         | PTB     | 3.005 votos  | Não eleita | [ 13 ] |
| 2006 | Estadual do Rio Grande do Sul | Deputada Estadual | PT      | 19.517 votos | Suplente   | [ 14 ] |
| 2008 | Municipal de Bagé             | Vereadora         | PT      | 4.085 votos  | Eleita     | [ 15 ] |
| 2012 | Municipal de Bagé             | Prefeita          | PTB     | 23.409 votos | Não eleita | [ 16 ] |
| 2022 | Estadual do Rio Grande do Sul | Deputada Estadual | PL      | 27.956 votos | Eleita     | [ 6 ]  |